# A History of Indian Literature
A History of Indian Literature („Eine Geschichte der indischen Literatur“) ist eine von Jan Gonda (1905–1991) herausgegebene, breit angelegte englischsprachige Geschichte der indischen Literatur bzw. Literaturen. Sie erschien in Wiesbaden im Harrassowitz Verlag in den 1970er und 80er Jahren. Sie umfasst in verschiedene Faszikel aufgeteilte zehn Bände. Zahlreiche Fachgelehrte haben an ihr mitgewirkt.
Sie ist in etwa untergliedert in die Bereiche: (1) Veda und Upanishaden, (2) Epen und religiöse Sanskrit-Literatur, (3) Klassische Sanskrit-Literatur, (4) Wissenschaftliche und technische Literatur, (4) Buddhistische und Jaina-Literatur, (5) Islamische Literaturen Indiens, (6) Moderne indoarische Literaturen, (7) Dravidische Literaturen.

## Übersicht
- Band 1. Veda and Upanishads

fasc. 1. Vedic literature: (Saṃhitās and Brāhmaṇas) Jan Gonda. 1975
fasc. 2. The ritual sūtras Jan Gonda. 1977
- Band 2. Epics and Sanskrit religious literature

fasc. 1. Medieval religious literature in Sanskrit. Jan Gonda. 1977
fasc. 2. Hindu tantric and Śākta literature. Teun Goudriaan and Sanjukta Gupta. 1981
fasc. 3. The purāṇas Ludo Rocher. 1986
- Band 3. Classical Sanskrit literature

fasc. 1. A history of classical poetry : Sanskrit-Pali-Prakrit Siegfried Lienhard. 1984
- Band 4. Scientific and technical literature; Teil 1, [fasc. 1]. Subhāṣita, gnomic and didactic literature Ludwik Sternbach. 1974
- Band 4 [i. e. 5]. Scientific and technical literature; Teil 2,

[fasc. 1]. Dharmaśāstra and juridical literature J. Duncan M. Derrett. 1973
- Band 5. Scientific and technical literature ; Teil 2

fasc. 2. Grammatical literature Hartmut Scharfe. 1977
fasc. 3. Indian poetics Edwin Gerow. 1977
fasc. 4. Indian lexicography Claus Vogel. 1979
- Band 6. Scientific and technical literature; Teil 3

fasc. 1. Musicological literature Emmie te Nijenhuis. 1977
fasc. 2. Nyāya-Vaiśeṣika Bimal Krishna Matilal. 1977
fasc. 3. Sāṃkhya literature Michel Hulin. 1978
fasc. 4. Jyotiḥśāstra : astral and mathematical literature David Pingree. 1981
fasc. 5. Mīmāṃsā literature Jean-Marie Verpoorten. 1987
- Band 7. Buddhist and Jaina literature;

fasc. 1. The literature of the Madhyamaka school of philosophy in India David Seyfort Ruegg. 1981
fasc. 2. Pāli literature : including the canonical literature in Prakrit and Sanskrit of all the Hīnayāna schools of Buddhism K.R. Norman. 1983
- Band 8. [fasc.] 1. Islamic literatures of India Annemarie Schimmel. 1973
- Band 8. Modern Indo-Aryan literatures ; Teil 1,

fasc. 2. Hindi literature of the nineteenth and early twentieth centuries Ronald Stuart McGregor. 1974
fasc. 3. Classical Urdu literature from the beginning to Iqbāl Annemarie Schimmel. 1975
fasc. 4. Kashmiri literature Braj B. Kachru. 1981
fasc. 5. Hindi literature in the twentieth century. Peter Gaeffke. 1978
fasc. 6. Hindi literature from its beginnings to the nineteenth century Ronald Stuart McGregor. 1984
- Band 8 [i. e. 9] . Modern Indo-Aryan literatures ; Teil 2, [fasc. 1]. Sindhi literature Annemarie Schimmel. 1974
- Band 9. Modern Indo-Aryan literatures; Teil 2

fasc. 2. Assamese literature Satyendra Nath Sarma. 1976
fasc. 3. Bengali literature Dušan Zbavitel. 1976
fasc. 4. Classical Marāṭhī literature : from the beginning to A.D. 1818 Shankar Gopal Tulpule. 1979
- Band 10 . Dravidian literatures

fasc. 1. Tamil literature Kamil Veith Zvelebil. 1974
fasc. 2. The relation between Tamil and classical Sanskrit literature George Luzerne Hart. 1976